# 张家寺站
张家寺站位于中华人民共和国四川省成都市高新区中和街道仁和路中和大道口，是成都地铁6号线的一座地下车站，于2020年12月18日启用，规划时期曾用名为“南外环南站”。因本站接入龙灯山停车场，为满足列车出入需求，6号线部分车次以张家寺站为南端终点站。

## 车站结构

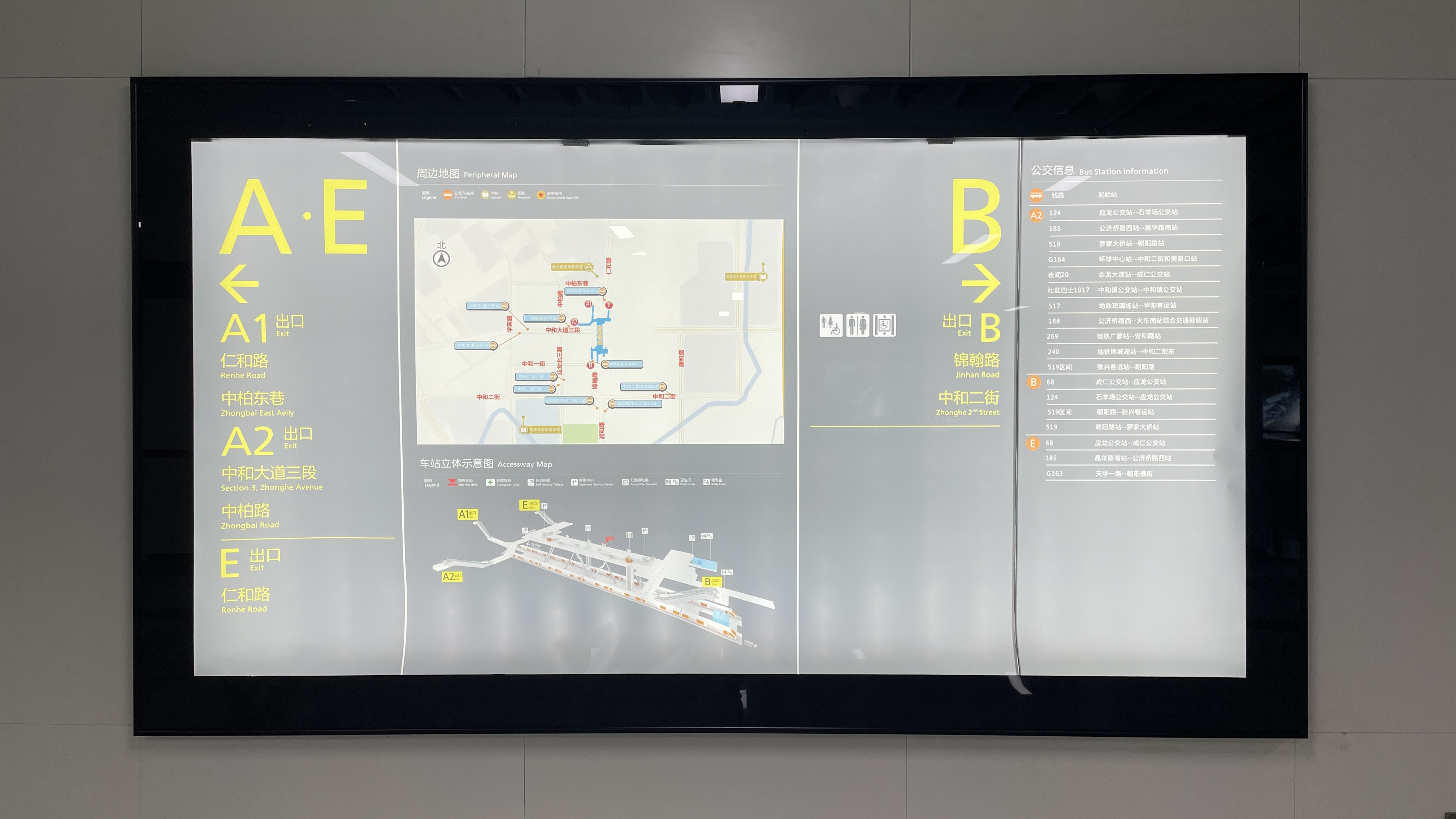
位于站厅层的出口指引牌

张家寺站为地下二层12米宽岛式站台车站。
| 地面      |                                | 出入口                         |            |
| 地下 一层 | 站厅层                         | 安检、售票机、卫生间           |            |
| 地下 二层 |                                | 6号线列车往望丛祠方向 （中和） |            |
| 地下 二层 |                                | 岛式站台，左边车门将会开启     | 洗手间标志 |
| 地下 二层 | 6号线列车往兰家沟方向 （陆肖） |                                |            |

- 位于站厅层的出口指引牌

## 出入口
本车站目前开放4个出入口。
|              |                         |                                        |      |
| 出口编号     | 设施                    | 出口指示                               | 照片 |
|              |                         | 仁和路、中柏东巷                       |      |
| 出口 · A · 2 |                         | 中和大道三段、中柏路、学苑路           |      |
| 出口 · B     | 无障碍电梯 无障碍卫生间 | 润和路、中和一街、应龙北三路、中和二街 |      |
| 出口 · E     |                         | 仁和路、中和大道三段、康和路           |      |

## 公交换乘
| 出口         | 巴士站点     | 路线                                                                                                  | 驶向                 |
| ------------ | ------------ | --- | -------------------- |
| 出口 · A · 2 | 地铁张家寺站 | 124路 ; 185路 ; 188路 ; 240路 ; 269A路 ; 269路 ; 517路 ; 519路 ; 519区间 ; 1017路 ; G164路 ; 夜间20路 | 向西方向行驶         |
| 出口 · B     | 地铁张家寺站 | 68路 ; 124路 ; 519路 ; 519区间                                                                        | 向南方向行驶         |
| 出口 · E     | 地铁张家寺站 | 68路 ; 185路 ; 269A路 ; 269路 ; G163路 ; 夜间20路                                                     | 向北（东北）方向行驶 |

## 大事记
- 2016年9月27日，开始围挡施工。[4]
- 2017年10月24日，实现第1块“底板”顺利浇筑，该地铁站正式开始进入主体施工。[5]
- 2018年6月，主体结构顺利实现封顶。[6]
- 2020年8月，成都地铁6号线一二期机电8标项目张家寺站相继整体移交，由建设阶段正式转向运营阶段。[7]
- 2020年12月18日，张家寺站随6号线一起开通运营。[2]